# Iglesia de Nuestra Señora de los Ángeles (Tuéjar)

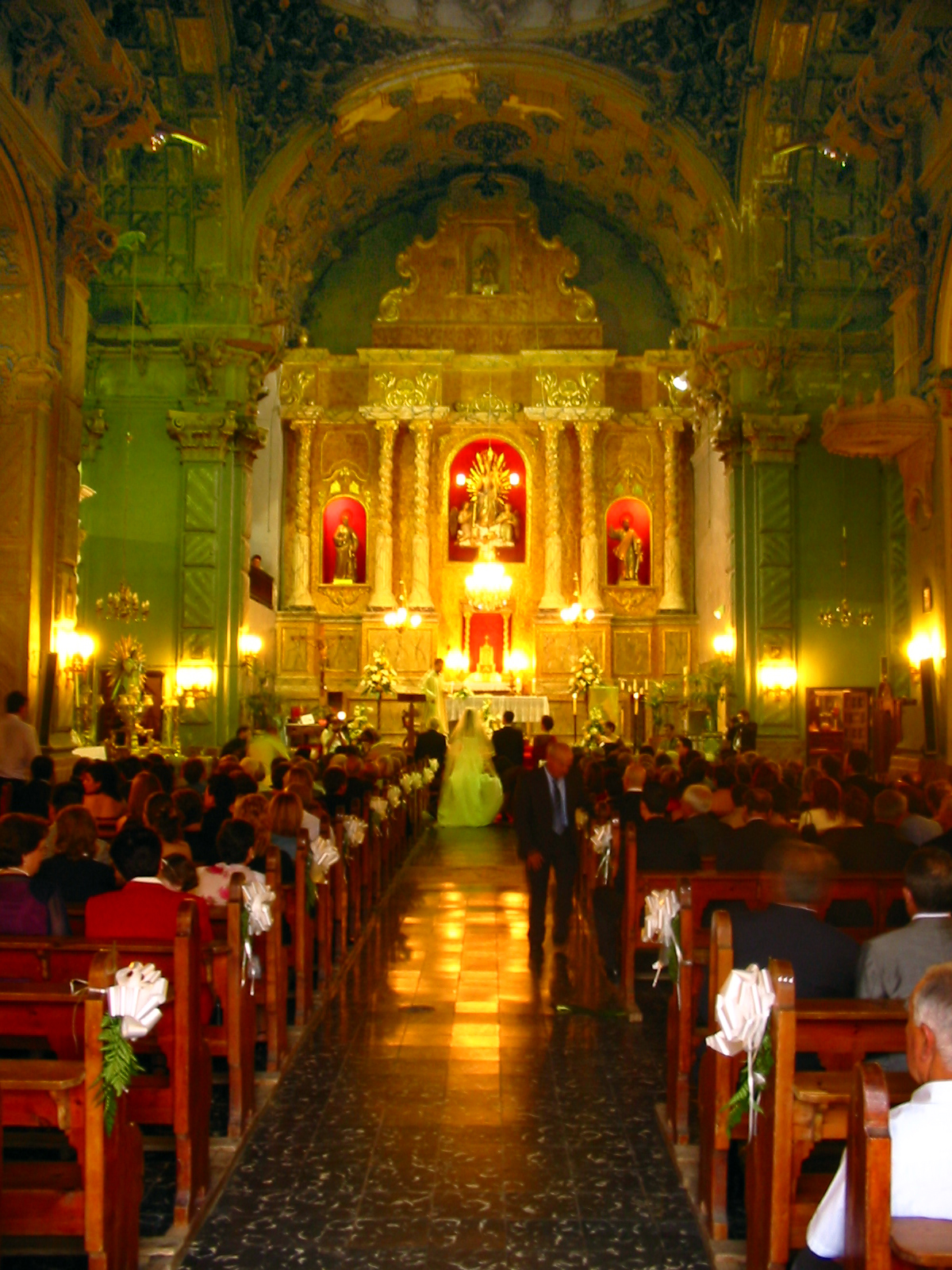
Vista interior.

La iglesia de Nuestra Señora de los Ángeles en el municipio de Tuéjar (provincia de Valencia) es una maestra representativa de la primera arquitectura barroca valenciana, que posee además influencias castellanas.
Fue construida por el arquitecto turolense, Juan Pérez Castiel, siendo una elaboración original de este, durante la segunda mitad del siglo XVII. Declarada Monumento Histórico Artístico nacional.

## Descripción
La planta del templo es de cruz latina, con capillas laterales intercomunicadas a lo largo de los tres tramos de la nave principal de la nave principal, tiene las sacristías junto al presbiterio y torre campanario a los pies. Sobre la sacristía vieja, al lado del evangelio, se encuentra el llamado «coro», lugar donde se ubicaba el órgano, desaparecido durante la guerra civil.
Se cubre con bóveda de cañón tabicada con lunetos en la nave principal, y cúpula sobre pechinas y tambor en el crucero.
La fachada es un paramento plano rematado por la cornisa y espadaña, con su campanil, en el centro. La portada, accesible subiendo por una escalinata de piedra, es de piedra caliza y se compone de unas pilastras laterales que soportan un entablamento sobre el que se sitúan pináculos piramidales con bolas y un edículo con frontón curvo con venera en su interior. A la derecha está la esbelta torre, de estilo neoclásico, que consta de tres cuerpos.
En la iglesia también trabajaron el escultor Domingo Cuevas que realizó el retablo, hoy desaparecido, y José Mínguez a quien se atribuye el campanario.
La iglesia posee una abundantísima decoración aplicada en yeso de potente volumetría cuyos temas decorativos son característicos de Pérez Castiel.
La iglesia de Chelva es uno de los más claros exponentes de la renovación no solo formal, sino de técnicas constructivas, que se produce en la arquitectura valenciana a partir del último tercio del siglo XVII, época en la que se adopta con carácter generalizado la bóveda tabicada para la cubrición de naves, abandonando las bóvedas de crucería y fábricas de tapial.